# Leif Hoste
Leif Hoste (Kortrijk, 17 juli 1977) is een Belgisch voormalig wielrenner.
Hoste was een tijdrijder en sterk in de voorjaarsklassiekers. Zo behaalde hij drie keer een tweede plaats in de Ronde van Vlaanderen (2004, 2006, 2007). Ook werd hij in 2006 tweede in Kuurne-Brussel-Kuurne, vijfde in de E3 Prijs en vierde op het Belgisch kampioenschap wielrennen.
Eind november 2012 maakte Hoste bekend te stoppen met wielrennen, omwille van onherstelbare rugklachten.
Op 29 maart 2013 spande de Belgische Wielerbond een dopingzaak aan tegen Hoste. Op 13 juli 2014 werd bekend dat Hoste voor twee jaar geschorst werd wegens onregelmatigheden in zijn biologisch bloedpaspoort. De schorsing eindigde op 29 december 2015.

## Belangrijkste overwinningen
1997
- Omloop Het Volk voor Beloften & elite zonder contract

1998
- 1e etappe Ronde van de Toekomst

2000
- 3e etappe Ronde van het Waalse Gewest

2001
- Belgisch kampioen individuele tijdrit op de weg, Elite

2006
- 1e etappe Driedaagse van De Panne-Koksijde
- 4e etappe Driedaagse van De Panne-Koksijde
- Eindklassement Driedaagse van De Panne-Koksijde
- Belgisch kampioen individuele tijdrit op de weg, Elite
- Omloop Mandel-Leie-Schelde

2007
- Belgisch kampioen individuele tijdrit op de weg, Elite

## Resultaten in voornaamste wedstrijden
| Jaar | Ronde van Italië | Ronde van Frankrijk | Ronde van Spanje |
| ---- | ---------------- | ------------------- | ---------------- |
| 2000 |                  |                     |                  |
| 2001 |                  |                     | opgave           |
| 2002 |                  |                     | opgave           |
| 2003 |                  |                     |                  |
| 2004 |                  |                     |                  |
| 2005 |                  |                     | opgave           |
| 2006 |                  |                     |                  |
| 2007 |                  | 110e                |                  |
| 2008 |                  | 124e                |                  |
| 2009 |                  |                     |                  |
| 2010 |                  |                     | 116e             |
| 2011 |                  |                     |                  |
| 2012 |                  |                     |                  |

| Jaar | Milaan-San Remo | Gent-Wevelgem | Ronde van Vlaanderen | Parijs-Roubaix | Kuurne-Brussel-Kuurne | E3 Harelbeke | Omloop Het Nieuwsblad |  | WK op de weg |  | Wereldranglijsten |
| ---- | --------------- | ------------- | -------------------- | -------------- | --------------------- | ------------ | --------------------- |  | ------------ |  | ----------------- |
| 2000 |                 |               |                      |                | 20e                   |              |                       |  |              |  |                   |
| 2001 |                 |               |                      |                |                       |              |                       |  |              |  |                   |
| 2002 |                 |               |                      |                |                       |              |                       |  |              |  |                   |
| 2003 |                 |               |                      | 37e            | ↑                     |              |                       |  |              |  |                   |
| 2004 | 100e            |               | ↑                    | 12e            |                       |              |                       |  |              |  |                   |
| 2005 |                 |               | 23e                  | 33e            |                       |              |                       |  |              |  | 65e (UPT)         |
| 2006 | 133e            | 111e          | ↑                    |                | Zilver                | 5e           |                       |  |              |  | 56e (UPT)         |
| 2007 |                 |               | ↑                    | 13e            |                       |              |                       |  |              |  | 30e (UPT)         |
| 2008 | 120e            |               | 19e                  | 6e             | 20e                   | 13e          | 7e                    |  |              |  |                   |
| 2009 |                 |               | 27e                  | 4e             |                       | 24e          |                       |  |              |  | 77e (UWK)         |
| 2010 |                 |               | 29e                  | 8e             | 16e                   | 63e          | 31e                   |  | opgave       |  | 124e (UWK)        |
| 2011 | 124e            |               | 56e                  |                | 12e                   | 49e          | 28e                   |  |              |  |                   |
| 2012 |                 |               |                      |                | 20e                   | 47e          | 17e                   |  |              |  |                   |

Cretskens · D'Hollander · Gerits · Hoste · Renders · Roesems · Stremersch · Thijs · Trouvé · Van Lancker · Vanfrachem · Vansevenant · Vereecke · Vermaut · Verstrepen · Wuyts
Baffi · Bartoli · Bettini · Bramati · Di Grande · Faresin · Fernández Ginés · Figueras · Fornaciari · Hoste · Lanfranchi · Leysen · McRae · Merckx · Müller · Museeuw · Nardello · Nocentini · Noè · Peeters · Rodriguez · Scinto · Steels · Steinhauser · Tafi · Tani · Tonkov · van Heeswijk · Zanini · Gerosa (stagiair) · Nikačević (stagiair) · O'Bee (stagiair)
Baffi · Bartoli · Beltrán · Bettini · Bodrogi · Bramati · Chesini · Cioni · D'Amore · Faresin · Fernández Ginés · Figueras · Fornaciari · Freire  · Hoste · Hulsmans · Koehler · Lanfranchi · Leysen · McRae · Merckx · Museeuw · Nardello · Nocentini · Noè · Paolini · Peeters · Pozzato · Ratti · Rizzi · Rodriguez · Scinto · Steels · Tafi · Tani · Tonkov · van Heeswijk · Wegelius · Zanini · Cancellara (stagiair) · Petrov (stagiair) · Rogers (stagiair)
Bruylandts · Cassani · Cretskens · De Clercq · De Wolf · Hoste · Kasjetsjkin · Kleynen · Knaven · Konečný · Magnusson · McEwen · Merckx · Milesi · Moerenhout · Museeuw · Orvalho · Peeters · Rodriguez · Tankink · Vainšteins  · van Heeswijk · Vanthourenhout · Vereecke · Virenque · Wadecki · Moeravjov (stagiair) · Steegmans (stagiair)
Blijlevens · Bruylandts · Cassani · Cretskens · De Wolf · Hoste · Kasjetsjkin · Kleynen · Knaven · Koerts · Konečný · Merckx · Milesi · Moerenhout · Museeuw · Rodriguez · Tankink · Vainšteins · van Bon · Van Goolen · van Heeswijk · Vandenbroucke · Vanthourenhout · Virenque · Wadecki · Nuyens (stagiair) · Rosseler (stagiair) · Vansummeren (stagiair)
Baguet · Brandt · D'Hollander · De Clercq · Detilloux · Eeckhout · Gardeyn · Gates · Hoste · Marichal · McEwen · Merckx · Moerenhout · Steegmans · van Bon · Van Dijk · Van Impe · Van Petegem · Vansevenant · I. Verbrugghe · R. Verbrugghe · Vierhouten
Baguet · Brandt · D'Hollander · De Clercq · Detilloux · Eeckhout · Gardeyn · Gates · Hoste · Marichal · McEwen · Merckx · Moerenhout · Steegmans · van Bon · Van Dijk · Van Impe · Van Petegem · Vansevenant · I. Verbrugghe · R. Verbrugghe · Vierhouten · Wadecki
Armstrong (tot 31/07) ·
Azevedo ·
Barry ·
Beltrán · 
Beppu ·
Bileka · 
Brajkovič ·
Creed ·
Cruz ·
Danielson ·
Devolder ·
Hammond ·
Hesjedal ·
Hincapie ·
Hoste · 
Jekimov   · 
Joachim ·
McCartney ·
McCarty ·
Michajlov · 
Noval ·
Padrnos ·
Popovytsj · 
Roulston ·
Rubiera ·
Savoldelli ·
Van den Broeck ·
van Heeswijk
Azevedo ·
Barry ·
Beltrán · 
Beppu ·
Bileka · 
Brajkovič ·
Danielson ·
Devolder ·
Goesev ·
Hammond ·
Hincapie ·
Hoste · 
Jekimov   ·
Joachim ·
Lowe · 
Martínez ·
McCartney ·
Michajlov · 
Noval ·
Padrnos ·
Popovytsj · 
Rubiera ·
Savoldelli ·
Smith ·
Van den Broeck ·
Van Goolen ·
van Heeswijk ·
White
Aerts · Brandt · Cioni · Cornu · Devenyns · De Vocht · Dockx · Evans · Gates · Horner · Hoste · Ingels · Jufré · Kaisen · Leukemans · Lloyd · McEwen · Mertens · Rodriguez · Roesems · Sentjens · Steels · Steurs · Van Avermaet · Van Hecke · Van den Broeck · Van Huffel · Vansevenant · Vansummeren · Zanini
Aerts · Bileka · Brandt · Cioni · Cornu · De Greef · Devenyns · De Vocht · D'Hollander · Dockx · Evans · Gardeyn · Gates · Hoste · Jacobs · Kaisen · Lloyd · McEwen · Popovytsj · Roelandts · Roesems · Sentjens · Steurs · Tjallingii · Van Avermaet · Van den Broeck · Van Huffel · Vansevenant · Vansummeren
Aerts · Brandt · Cretskens · De Greef · Dehaes · Dekker · Delage · D'Hollander · Dockx · Elijzen · Evans  · Gardeyn · Gilbert · Hoste · Jacobs · Kaisen · Lang · Ljungblad · Lloyd · Roelandts · Scheirlinckx · Sentjens · Stubbe · Van Avermaet · Van den Broeck · Vanendert · Vansummeren · Wegelius · Blythe (stagiair) · Boeckmans (stagiair) · Eijssen (stagiair)
Aerts · Bakelants · Blythe · Brandt · Cretskens · De Greef · Dehaes · Delage · D'Hollander · Elijzen · Gilbert · Hoste · Kaisen · Lang · Ljungblad · Lloyd · Löwik · Moreno · Péraud · Roelandts · Scheirlinckx · Stubbe · Van Avermaet · Van den Broeck · Vanendert · Van Goolen · Wegelius · De Winter (stagiair) · Debusschere (stagiair) 
Arguelyes · 
Broett · 
Caruso ·
Di Luca ·
Galimzjanov ·
Goesev ·
Horrach · 
Hoste · 
Ignatenko · 
Ignatjev · 
Isajtsjev ·
Ivanov ·
Karpets ·
Koetsjynski ·
Kolobnev ·
Kritski ·
Losada · 
Mironov ·
Moreno ·   
Ovetsjkin · 
Paolini ·
Pliușchin · 
Porsev · 
Pozzato · 
Rodríguez · 
Silin · 
Troesov · 
Trofimov ·
Vandenbergh · 
Vantomme ·
Vorganov
Caethoven · A. Cappelle · Tsjoezjda · De Vocht · De Wilde · Degand · Drucker · Gilbert · Goris · Habeaux · Hoste · Ista · Scheirlinckx · Van Dijk · Van Goolen · Van Groen · Van Melsen · Vanlandschoot · Verbist · De Troyer (stagiair) · Stevens (stagiair) · Verraes (stagiair)